# دكروة صغيرة الأزهار
دكروة صغيرة الأزهار (الاسم العلمي:Dichroa parviflora) هي نوع من النباتات تتبع جنس الدكروة من الفصيلة الهدرانجية.